# TU (tu.com)
TU (antes TU Me) es una plataforma digital desarrollada por Telefónica y operada a través de su filial Telefónica Innovación Digital. Inicialmente lanzada en 2012 como una aplicación de mensajería con el nombre *TU Me*, la marca fue revivida posteriormente en 2024 para designar un nuevo conjunto de productos digitales centrados en la privacidad, la ciberseguridad y la identidad digital.

## TU Me (2012–2014)
TU Me fue una aplicación móvil gratuita lanzada por Telefónica en mayo de 2012. Permitía a los usuarios realizar llamadas de voz, enviar mensajes de texto, compartir fotos y ubicaciones, así como almacenar el historial de conversaciones en la nube. La aplicación estaba disponible para plataformas iOS y Android, posicionándose como una alternativa a servicios como WhatsApp y Viber. 

## TU (2024-presente)
En enero de 2024, Telefónica relanzó la marca TU a través de su filial tecnológica Telefónica Innovación Digital. A diferencia de su predecesor, la nueva TU no es una aplicación de mensajería, sino una plataforma de productos digitales que ofrece soluciones en ciberseguridad, gestión de identidad y tecnología criptográfica. 
El proyecto incluye una gama de servicios creados con tecnologías como inteligencia artificial, blockchain y criptografía post-cuántica. Opera de forma independiente a Movistar y se dirige tanto a usuarios particulares como a empresas.
Los productos destacados incluyen:
- Latch: un sistema de control de acceso digital para proteger las cuentas de usuario. [3]
- VerifAI: una herramienta basada en IA para detectar medios manipulados (imágenes, audio, video).
- Metashield: software para identificar y eliminar metadatos ocultos en documentos.
- Wallet: una billetera digital para gestionar criptoactivos. [4]
- Quantum Drop: sistema de transferencia de archivos encriptados que utiliza tecnología post-cuántica.
- Quantum Encryption: una herramienta de seguridad para IoT y redes privadas.
- Gallery: un mercado de arte digital basado en blockchain.